# Ublianka
Ublianka (słow. Ublianka, ukr. Убля Ubla) – rzeka we wschodniej Słowacji i na zachodniej Ukrainie (na Zakarpaciu), prawy dopływ Użu w zlewisku Morza Czarnego. Długość – 27,5 km (21,5 km na Słowacji, 6 km na Ukrainie).
Źródła Ublianki znajdują się na wysokości 640 m n.p.m. w paśmie górskim Nastaz w słowackich Bieszczadach (Górach Bukowskich – Bukovské vrchy). Płynie na południowy wschód i koło wsi Ubľa przecina granicę słowacko-ukraińską. Po stronie ukraińskiej przecina wieś Małyj Bereznyj i uchodzi do Użu.